# ジャスティン・ハインズ
ジャスティン・ハインズ（Justin Hinds、1942年5月7日 - 2005年3月16日）は、ジャマイカのスカ、ロックステディ、レゲエのボーカリスト。バッキングシンガーのザ・ドミノズ（The Dominoes）と共に、ジャスティン・ハインズ&ザ・ドミノズとして知られる。

## 概要
ジャスティン・ハインズは、1963年後期にデューク・リードとトレジャー・アイル・レコーズでレコーディングされた曲「Carry Go Bring Come」で知られる。ハインズはこの曲でジャマイカのチャートの1位を獲得し、彼の最も有名な曲となる。ハインズは1964年から1966年の間に70ものシングルを制作し、レーベルで最も有名なアーティストとなる。

## 初期
ハインズは1942年、ジャマイカのセント・アン教区ステアタウンに生まれる。ハインズの音楽活動の始まりは、オーチョ・リオスのバーや浜辺で歌う事だった。ハインズはキングストンに移住すると、ラスタファリアニズムを信仰するようになる。コクソン・ドッドのレーベルであるサー・コクソン・レーベルに契約を断られたものの、トレジャー・アイル・レコーズとの契約を交わすに至る。この時期に、ハインズのバッキングボーカルとなったデニス・シンクラー、ジュニア・ディクソンの両名と共にザ・ドミノズを結成する。ドミノズの名前の由来は、彼らがファッツ・ドミノとドミノが好きであった事が理由であると信じられている。

## デューク・リードと共に
ハインズの初のレコーディングは、デューク・リードともに行った1963年後半の「Carry Go Bring Come」である。この曲は大ヒットし、ジャマイカにおけるヒットチャートで2ヶ月間もトップを維持し続けた。またこの曲は後にイングランドのスカバンドであるザ・セレクターによって、1980年のアルバム『Too Much Pressure』中でカバーされている。
ハインズは1960年代のジャマイカにおいて、最も成功した人物の一人となった。そして次の数年間、トミー・マクック&ザ・スーパーソニックスと共に仕事をしたハインズは、『King Samuel』、『Jump Out of the Frying Pan』、『The Ark』、『Rub Up Push Up』などのシングルをリリースした。
1966年になると、レゲエの前身とも言えるロックステディが盛んになり、ハインズもまたこのジャンルで活躍する。彼はさらに『The Higher the Monkey Climbs』、『No Good Rudy』、『On a Saturday Night』、『Here I Stand』、『Save a Bread』などを含む、いくつかのヒットを出す。1972年にアーティストとしてはデューク・リードの会社を去った形になったハインズであったが、実際には死の数年前までは留まっていた。

## その後
ハインズはジャック・ルビーと共にアルバム『Jezebel』を製作。1970年代後期、ソニア・ポティンジャーと『Rig-Ma-Rog Game』、『Wipe Your Weeping Eyes』などを含むシングルのシリーズをリリースしていった。
1984年にタフ・ゴングから『Travel with Love』をリリースすると、ハインズはあまり活発には活動しなくなる。彼の最後のスタジオアルバムは1992年の『Know Jah Better』であり、ほかのジャマイカのミュージシャンと『Wingless Angels』を制作したり、1990年代前期にはキース・リチャーズのプロデュースを行った。1997年には初の米国ツアーに行き、2000年代初期には数枚のライブアルバムを制作した。

## 死
2005年3月、ハインズは肺癌のためこの世を去った。62歳だった。